# 280 a.C.
Il 280 a.C. (CCLXXX a.C. in numeri romani) è un anno  del III secolo a.C.

## Eventi
- Battaglia di Eraclea: le forze greche, condotte dal re dell'Epiro Pirro, infliggono una pesante sconfitta alle forze romane. È il primo scontro bellico fra la cultura greca e la cultura romana.
- Aristarco, utilizzando la dimensione dell'ombra che la Terra proietta sulla Luna, determina che il raggio della Luna è pari a un terzo di quello terrestre.
- Viene ricostituita la lega achea.
- Antioco I succede al padre Seleuco I nel regno di Siria.

## Nati
- Li Si, politico cinese († 208 a.C.)

## Morti
- Ariarate II di Cappadocia, re
- Democare, oratore ateniese (n. 350 a.C.)
- Oplacus, militare romano